# Список авиакомпаний Южной Кореи
Список авиакомпаний Южной Кореи .

## Регулярные авиалинии
| Брендовое название | Полное намеинование    | Фотография | ICAO | IATA | Позывной  | Хаб                                                         | Начало деятельности | Альянс         | Примечания                          |
| ------------------ | ---------------------- | ---------- | ---- | ---- | --------- | ----------------------------------------------------------- | ------------------- | -------------- | ----------------------------------- |
| Air Busan          | Air Busan Co., Ltd.    |            | ABL  | BX   | AIR BUSAN | Международный аэропорт Кимхэ                                | 2008                | Нет            | Дочерняя компания Asiana Airlines   |
| Air Seoul          | Air Seoul Inc.         |            | ASV  | RS   | AIR SEOUL | Международный аэропорт Инчхон                               | 2016                | Нет            | Дочерняя компания Asiana Airlines   |
| Asiana Airlines    | Asiana Airlines Inc.   |            | AAR  | OZ   | ASIANA    | Международный аэропорт Кимпхо Международный аэропорт Инчхон | 1988                | Star Alliance  |                                     |
| Eastar Jet         | Eastar Jet Co., Ltd.   |            | ESR  | ZE   | EASTARJET | Международный аэропорт Кимпхо                               | 2009                | U-FLY Alliance |                                     |
| Fly Gangwon        | Fly Gangwon Co., Ltd.  |            | FGW  | 4H   | GANGWON   | Международный аэропорт Янъян                                | 2019                | Нет            |                                     |
| Hi Air             | Hi Air Korea Co., Ltd. |            | HGG  | 4V   | HI AIR    | Аэропорт Ульсан                                             | 2019                | Нет            |                                     |
| Jeju Air           | Jejuair Co., Ltd.      |            | JJA  | 7C   | JEJU AIR  | Международный аэропорт Чеджу Международный аэропорт Инчхон  | 2005                | Value Alliance | Основатель Value Alliance           |
| Jin Air            | Jin Air Co. Ltd        |            | JNA  | LJ   | JIN AIR   | Международный аэропорт Кимпхо Международный аэропорт Инчхон | 2008                | Нет            | Дочерняя компания Korean Air        |
| Korean Air         | Korean Air Co., Ltd.   |            | KAL  | KE   | KOREANAIR | Международный аэропорт Кимпхо Международный аэропорт Инчхон | 1969                | SkyTeam        | Один из четырёх основателей SkyTeam |
| T'way Air          | T'way Air Co., Ltd.    |            | TWB  | TW   | TEEWAY    | Международный аэропорт Кимпхо                               | 2004                | Нет            | Ранее был известен как Hansung Air  |

## Грузовые авиакомпании
| Авиакомпания          | Фотография | ИКАО | ИАТА | Позывной    | База                                                        | Начало деятельности | Альянс        | Примечания                                |
| --------------------- | ---------- | ---- | ---- | ----------- | ----------------------------------------------------------- | ------------------- | ------------- | ----------------------------------------- |
| Air Incheon           |            | AIH  | KJ   | AIR INCHEON | Международный аэропорт Инчхон                               | 2013                | Нет           |                                           |
| Asiana Airlines Cargo |            | AAR  | OZ   | ASIANA      | Международный аэропорт Кимпхо Международный аэропорт Инчхон | 1988 г.             | Нето          |                                           |
| Korean Air Cargo      |            | KAL  | KE   | KOREANAIR   | Международный аэропорт Кимпхо Международный аэропорт Инчхон | 1962 г.             | SkyTeam Cargo | Один из четырёх основателей SkyTeam Cargo |